# Employé
Un employé ou salarié est une « personne qui occupe un emploi sous les ordres de quelqu'un, dans les sphères non productives de l'économie (commerce, administration, etc.) et dont le travail est d'ordre plutôt intellectuel que manuel (s'oppose à patron, à chef de service, comme à ouvrier). »
Il est lié par un contrat de travail à un employeur qui lui donne un salaire en échange du travail rendu et décide aussi des horaires durant lesquels l'employé doit être à sa disposition.
Historiquement l'employé travaillait dans la fonction publique, ainsi, quand Balzac écrit Les employés, il évoque d'abord les employés de la fonction publique.